# Gesellschaft zur Erhaltung alter und gefährdeter Haustierrassen

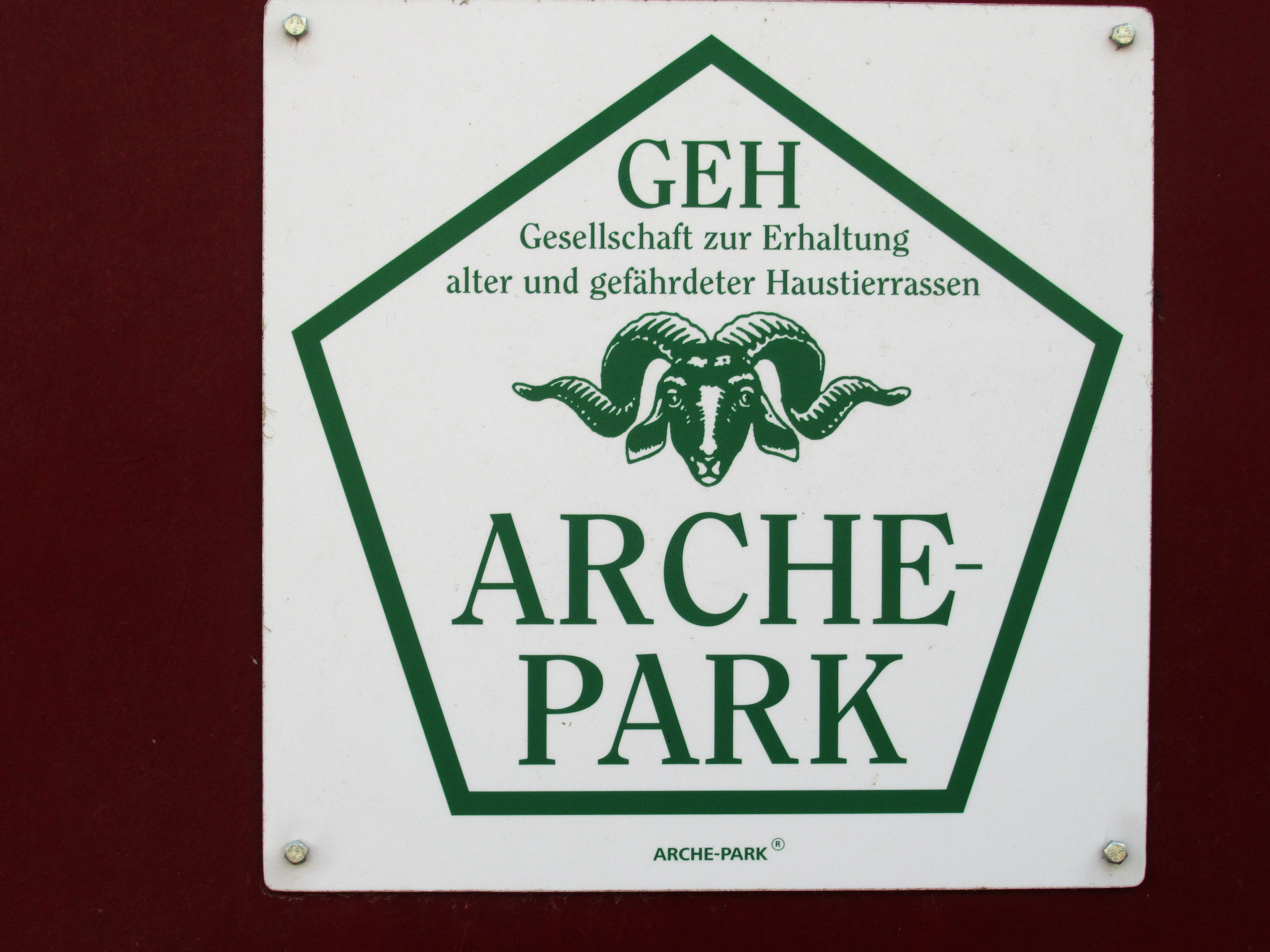
GEH.

La Gesellschaft zur Erhaltung alter und gefährdeter Haustierrassen (Société de préservation des races domestiques anciennes en danger) est une association nationale allemande dont le but est la préservation de races domestiques anciennes en danger d'extinction.

## Histoire
La GEH est fondée en 1981 à Witzenhausen en Hesse. Elle compte environ 2 100 membres. Depuis sa fondation, aucune race domestique n'a disparu en Allemagne.

## Activité
La GEH travaille avec d'autres organisations nationales et internationales à la préservation de la biodiversité. Elle publie une liste rouge annuelle d'animaux domestiques en danger d'extinction, en distinguant quatre catégories selon les effectifs, des plus menacés aux moins menacés. Elle étudie les effectifs de races d'abeilles, de bovins, de canards, de chèvres, de chiens, de dindons, de moutons, d'oies et de poules ; une liste des races de pigeons est en préparation. Quelques races non originaires d'Allemagne sont aussi considérées séparément. Les quatre degrés de menace sont les suivants :
- En danger extrême d'extinction (extrem gefährdet)
- En danger sérieux d'extinction (stark gefährdet)
- En danger (gefährdet)
- En alerte (Vorwarnstufe)

Cinq critères sont pris en compte dans ce classement : nombre d'animaux ou de femelles reproductrices, pourcentage de saillies de race pure, évolution sur cinq ans des effectifs, nombre de reproducteurs, intervalles entre générations.

## Race de l'année en danger

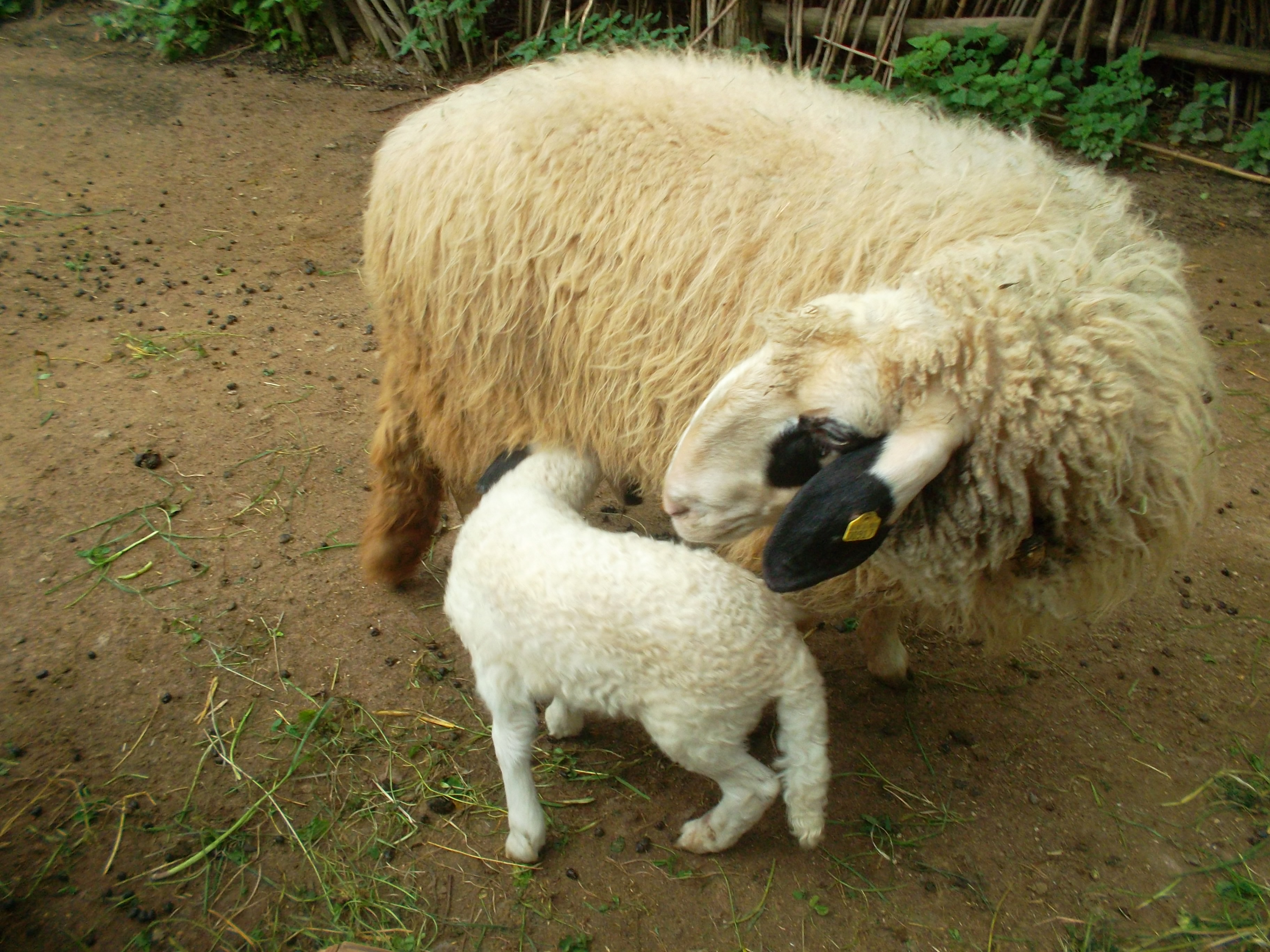
Mouton à lunettes de Carinthie.

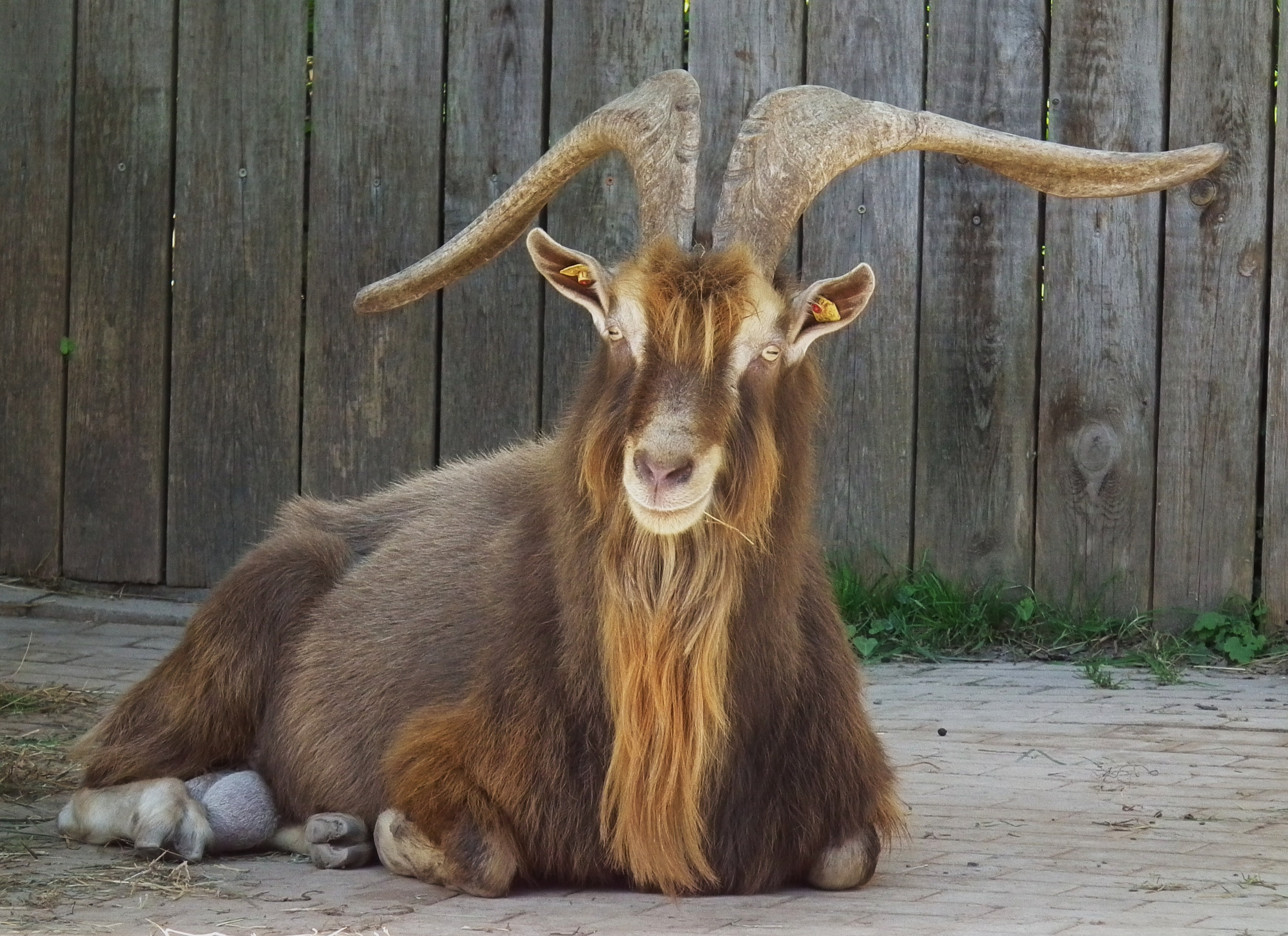
Bouc de Thuringe.

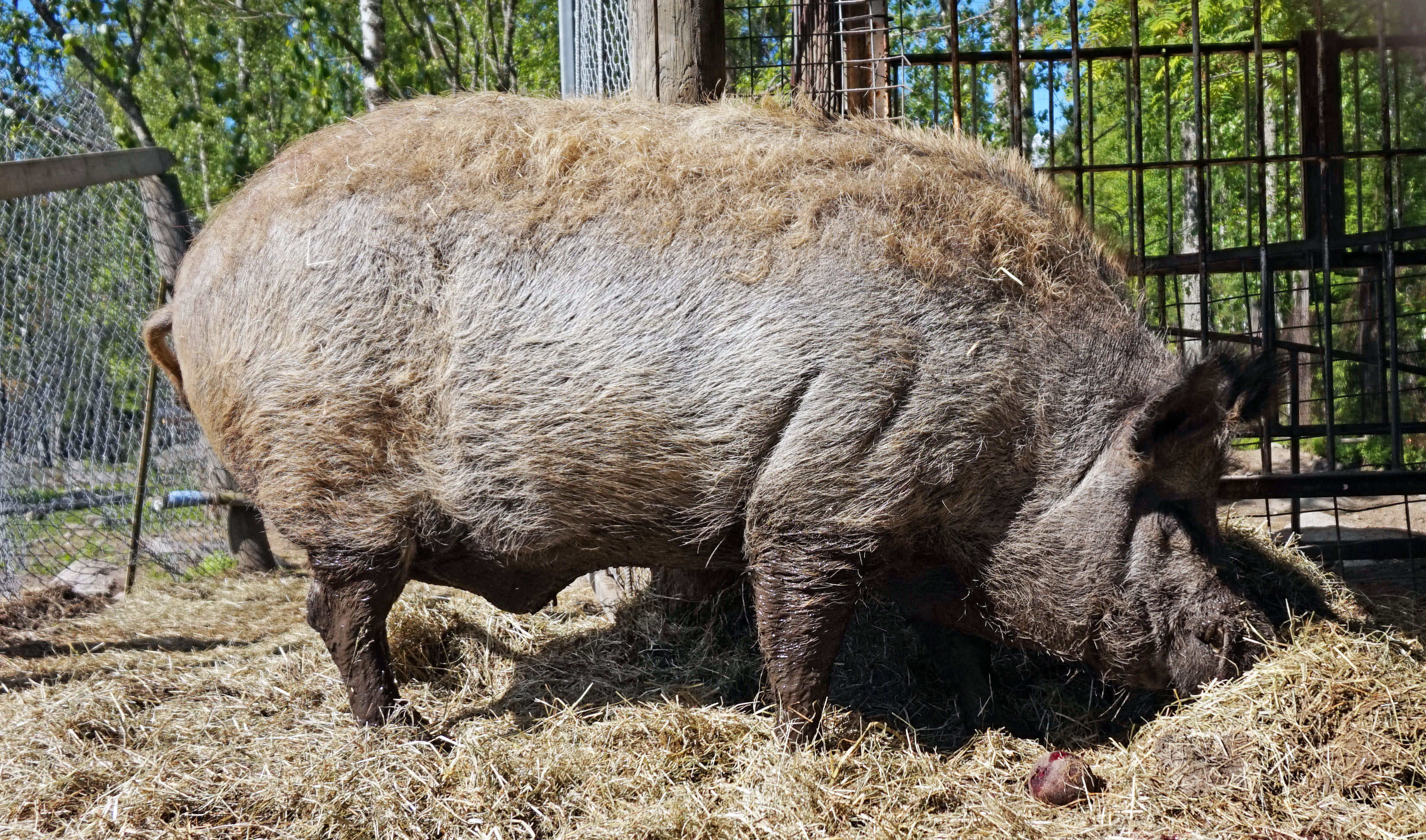
Porc laineux de Hongrie.

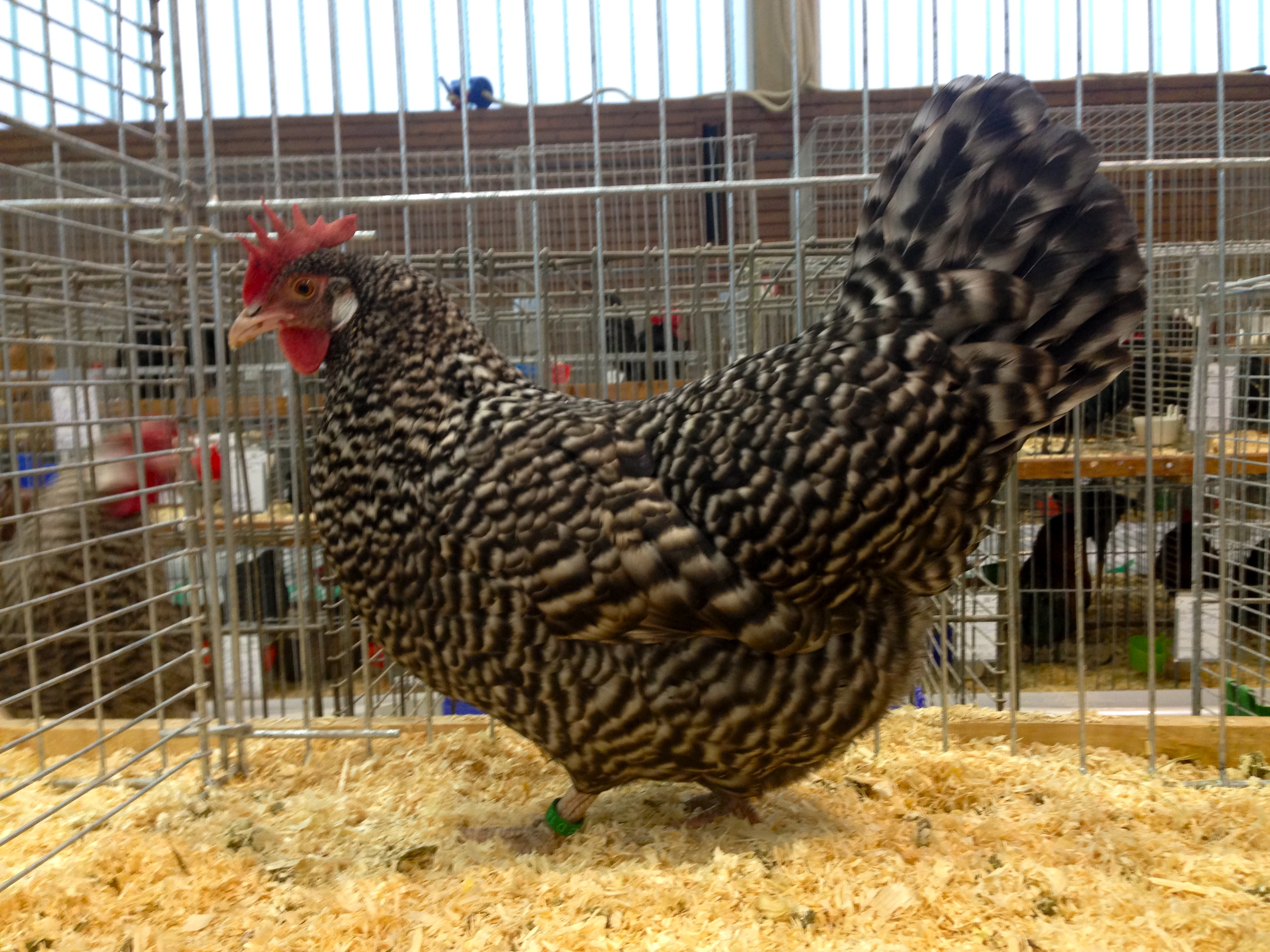
Poule courtes-pattes.

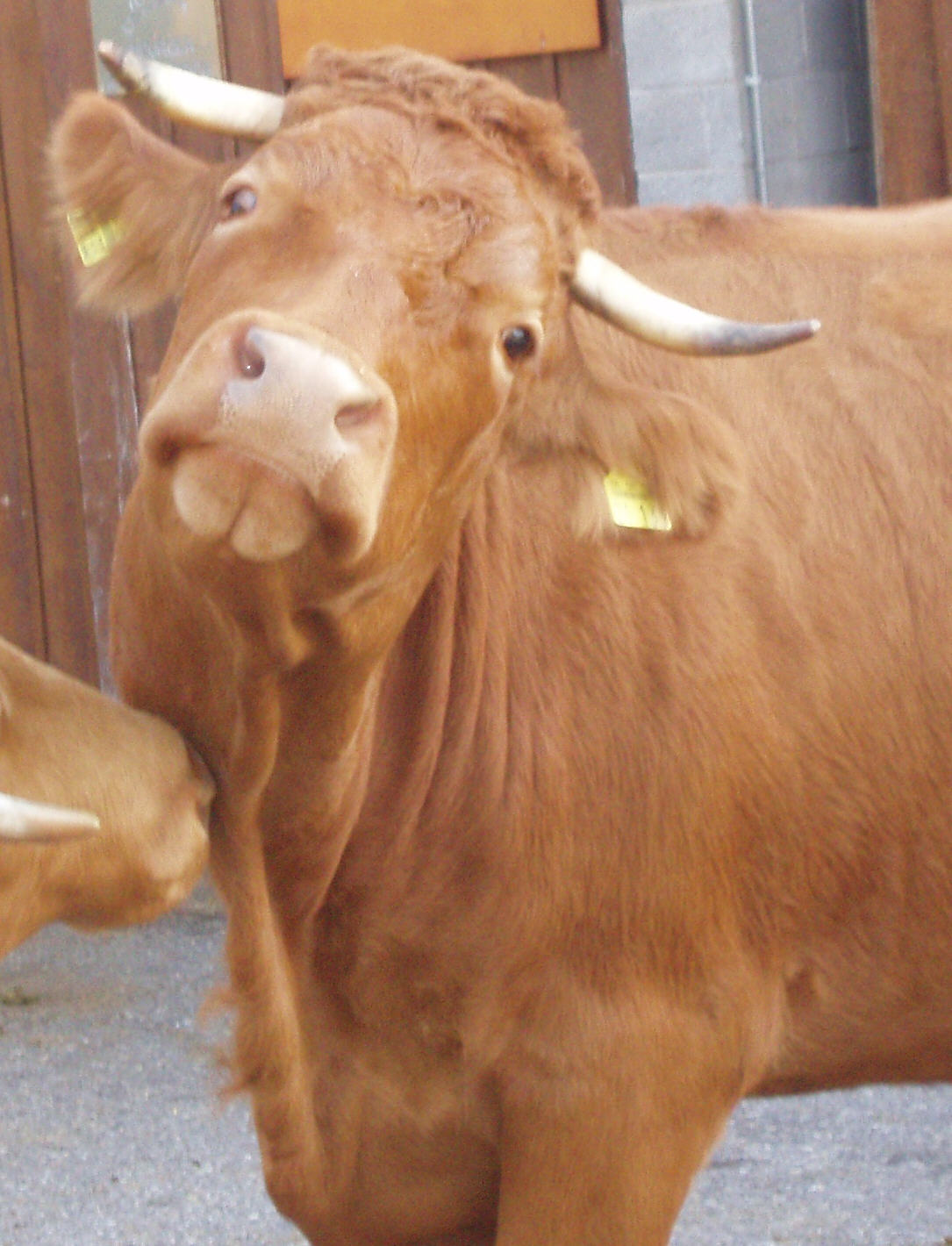
Limpurg.

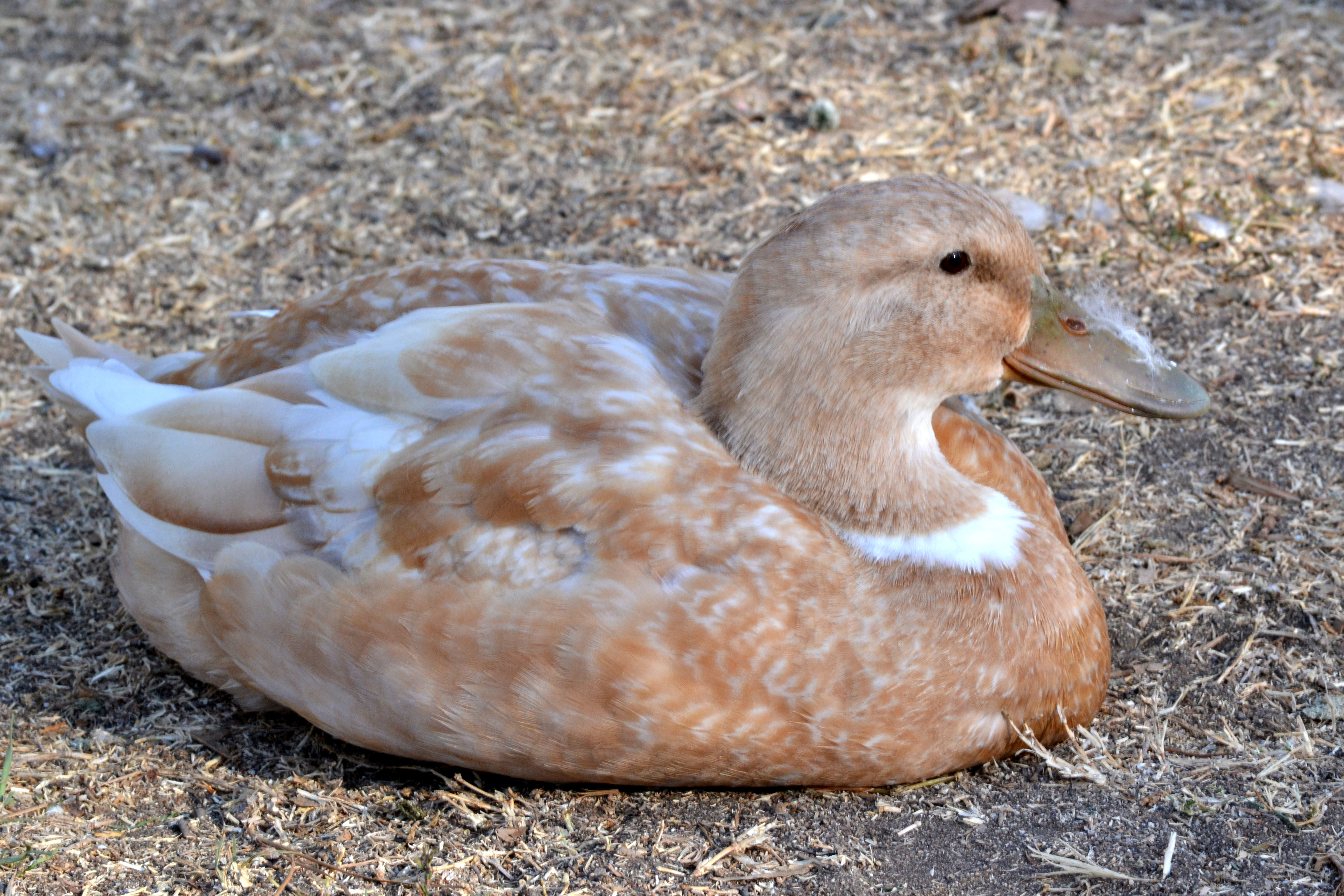
Canard orpington.

Depuis 1984, la GEH distingue une race domestique (parfois deux ou trois) chaque année, afin de conjuguer les efforts de conservation la concernant :
- 1984, mouton à lunettes de Carinthie
- 1986, murnau-werdenfels
- 1987, porc schwäbisch-hall
- 1988, trait du Schleswig
- 1989, mouton Waldschaf
- 1990, porc noir à ceinture blanche d'Angeln
- 1991, rhönschaf
- 1992, hinterwälder
- 1993, chèvre de Thuringe
- 1994, poule de Westphalie
- 1994, oie de Diepholz
- 1994, canard de Poméranie
- 1995, porc pie noir de Bentheim
- 1996, cheval à sang froid du Schleswig
- 1997, rouge des Mittelgebirge
- 1998, heidschnucke
- 1998, berger allemand ancien
- 1999, porc laineux de Hongrie
- 2000, races de chevaux à sang chaud lourds allemands
- 2001, oie de Bavière
- 2001, chanteur du Berg
- 2001, Berg-Schlotter
- 2001, courtes-pattes
- 2002, angeln
- 2003, spitz allemand et loulou de Poméranie
- 2003, pinscher allemand
- 2004, leutstettener
- 2004, abeille sombre européenne
- 2005, mouton de Bentheim
- 2006, porc à ceinture allemand
- 2007, murnau-werdenfels (2e fois)
- 2008, dindon bronzé
- 2009, Alpines Steinschaf
- 2010, lapin bélier de Meissen
- 2011, limpurg
- 2012, coucou d'Allemagne
- 2013, mouton de la Leine
- 2014, poney de Dülmen
- 2015, karakul allemand
- 2016, Original Braunvieh
- 2016, glan
- 2016, pie noire allemande
- 2017, Canard de Pékin allemand
- 2017, canard orpington
- 2017, canard de Barbarie
- 2018, cheval Alt-Württemberger
- 2019, porc laineux
- 2020/2021, chien bouvier du Westerwald